# Iwajło
Iwajło (bułg. Ивайло, Iwajło),  zm. 1280 – bułgarski car, wizjoner i przywódca ludowy, zasiadający na tronie Drugiego Carstwa w latach 1278–1279.
Obdarzony nieprzeciętną charyzmą i talentem przywódczym, Iwajło zdobył sobie ogromną popularność jako ludowy obrońca Bułgarii przed najazdami tatarskimi. Z natchnionego hodowcy świń awansował do pozycji samodzierżcy (autokratora) Bułgarii zasiadającego na tronie w Wielkim Tyrnowie. Po licznych walkach z Tatarami i Bizancjum, utracił władzę na rzecz Iwana Asena III, a po jego pokonaniu Jerzego I Tertera. Zginął w 1280 roku, zamordowany z rozkazu tatarskiego dowódcy Nogaja.

## Początki
Iwajło pochodził prawdopodobnie z naddunajskich terytoriów Bułgarii. Nosił przezwisko "Ziele", po bułgarsku "Vărdokva" (Бърдоква), a po grecku "Lachanas" (Λαχανας). Trudnił się orką i hodowlą świń. Profesja ta na Bałkanach zawsze należała do intratnych, a bogaci właściciele stad zdobywali sobie nierzadko wielkie wpływy i prestiż społeczny (zob. Karađorđe, założyciel dynastii Karađorđeviciów).  Swą błyskotliwą karierę rozpoczął od dowodzenia oddziałami pogranicznej samoobrony w walkach z łupieżczymi rajdami Tatarów z ordy Nogaja, które nękały Bułgarię szczególnie intensywnie w latach siedemdziesiątych XIII wieku. Ówczesny car Konstantyn Tich (1257–1277) był od 1264/1265 r. sparaliżowany od pasa w dół wskutek nieszczęśliwego upadku z konia i nie był w stanie pełnić funkcji polowego dowódcy sił zbrojnych. Powstałą w ten sposób lukę w autorytecie władcy usiłowali wypełnić lokalni panowie, stając na czele skrzykniętych pod broń zastępów. Iwajło wyróżniał się wśród nich nie tylko umiejętnościami na polu walki, ale nade wszystko niebywałym darem przekonywania. Jego zwolennicy i podkomendni, w tym także liczni bojarzy, utrzymywali, że Iwajło miewa wizje wielkich dokonań i pozostaje w kontakcie z niebem i świętymi.
Przepowiednie o sukcesach szybko znalazły potwierdzenie w postaci skutecznej kampanii Iwajły przeciw tatarskim najeźdźcom. Świniopas wyrósł na zbawcę Bułgarii, a jego popularność rosła z każdym dniem. Broniąc swej władzy w państwie, Konstantyn Tich wydał mu pod koniec 1277 r. bitwę. Wojska cara nie dochowały mu jednak wierności i rozpierzchły się, opuszczając sparaliżowanego władcę na jego wozie. Konstantyn zginął z rąk ludzi Iwajły. Powstanie wkroczyło w nową fazę chłopi zaczęli zdobywać warowne miasta. Pozbawieni kierownictwa bojarzy nie byli w stanie stawić im poważnego oporu.

## Car
Iwajłę poparł początkowo cesarz bizantyński Michał VIII, biorąc go za przedstawiciela opozycji bojarskiej i widząc w jego działaniach możliwość dalszej destabilizacji sytuacji w Bułgarii. Ofiarował mu nawet rękę swej córki Ireny. Pod wpływem wiadomości od uchodzących przed powstaniem bojarów, wycofał jednak swoje poparcie dla ruchu, który mógł się okazać groźny również dla Bizancjum. Jeszcze w tym samym 1277 roku wydał Irenę za Iwana Mico i na czele armii dowodzonej przez Michała Glawasa wysłał go do Bułgarii. Wkraczając do Bułgarii Iwan Mico przyjął imiona, swego znakomitego dziada, Iwana Asena. Po śmierci męża wdowa po Konstantynie Tichu, Maria doprowadziła do koronacji małego syna, Michała, jednak pozbawieni kierownictwa bojarowie nie byli w stanie stawić oporu rebelii.
Wobec pojawienia się kolejnego kandydata do korony, bojara, a w dodatku Asenowicza, carowa Maria, wspólnie z grupą bojarów należących do stronnictwa antybizantyńskiego, wysłała do Iwajły poselstwo z propozycją zawarcia porozumienia.  W wyniku zawartych układów bramy Tyrnowa stanęły przed Iwajłą otworem.  Iwajło poślubił carową wdowę i objął tron carski (1278). Wstępując w progi dworu carskiego i wiążąc się z elitą tyrnowską i otoczeniem Marii, stracił jednak swoje zaplecze społeczne i starych popleczników. Chłopi zaczęli się rozchodzić do swoich opuszczonych wsi, a nowy car musiał szukać oparcia dla swej władzy wśród bojarstwa bułgarskiego. Okazało się to dlań wkrótce zgubne.

## Walki na południu i północy

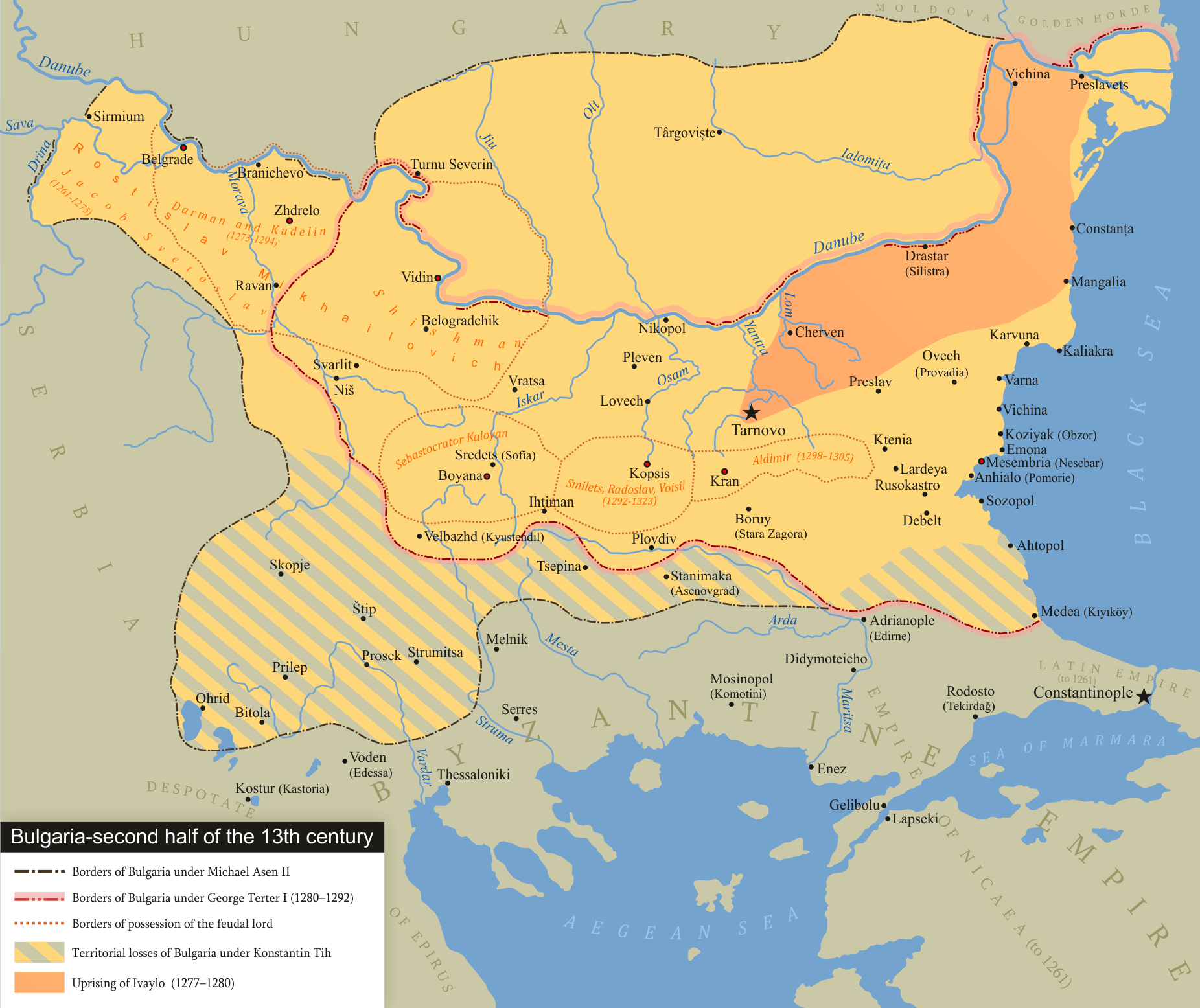
Bułgaria w II poł. XIII wieku. Obszar zakreskowany wskazuje zasięg powstania Iwajły.

Nowy car rozbił nadciągających od północy, za sprawą intryg Michała VIII, Tatarów pod wodzą Kasimbeja, po czym zwrócił się ku nadciągającym od południa kilkoma drogami nowej armii bizantyńskiej dowodzonej znowu przez Michała Glawasa Tarchaniotę. Wraz z wojewodami: Kumanem, Kynczo, Stojanem, Momczyłem i Damianem, przez kilka miesięcy z powodzeniem toczył walki z Grekami. W 1279 roku Michałowi VIII udało się doprowadzić do kolejnej dywersji tatarskiej. Od północy wtargnął kolejny zagon tatarski. Iwajło z główną armią wyruszył mu na spotkanie. Iwan Asen, nie napotykając na opór, na czele wojsk bizantyńskich podszedł pod Tyrnowo. Ponieważ w tym czasie, wśród bojarów tyrnowskich rozpuszczona została fałszywa pogłoska, że Iwajło poległ na północy w walkach z Tatarami, wydali oni miasto Grekom. Michała II Ticha i jego matkę odesłano do Konstantynopola, a Iwan Mico jako Iwan Asen III objął tron Bułgarów.
Po opanowaniu Tyrnowa armia bizantyńska zajęła Łowecz i Czerwen. W tym czasie została też przyłączona do Bizancjum północna Macedonia. Iwajło po pokonaniu Tatarów zamknął się w Silistrze, w której bronił się przez 3 zimowe miesiące na przełomie 1279 i 1280 roku przed wojskami Michała Glawasa.
Iwajło odparł ostatecznie ataki armii bizantyńskiej na Silistrię, po czym przeszedł do kontrataku, przeciągając na swą stronę Kasimbeja. Iwan Asen III na próżno usiłował pozyskać bojarów. Kumański bojar Jerzy Terter otrzymał jego siostrę za żonę; własną małżonkę odesłał wówczas do Konstantynopola wraz ze swym synem Teodorem Swetosławem. Latem 1280 roku rozgromił pod twierdzą Dewina na przełęczy Kotlenskiej 10 tys. armię bizantyńską pod dowództwem Murina. Wkrótce potem na zboczach Starej Płaniny rozbił kolejną armię dowodzoną przez Aprina. Po tych klęskach Iwan Asen III zbiegł do Bizancjum rezygnując z władzy carskiej.

## Upadek
Tyrnowscy bojarzy nie podporządkowali się jednak carowi i ogłosili władcą Jerzego Tertera (koniec 1279 r.). Iwajle nie udało się ponownie zdobyć Tyrnowa. Zmęczone trwającymi kilka lat walkami wojsko chłopskie zaczęło go opuszczać. Szukając pomocy udał się do ordy tatarskiej na dwór Nogaja. Podobnie postąpił Michał VIII, śląc do chana swego zięcia, Iwana Asena III. Nogaj trzymał ich wszystkich długo w niepewności, odwlekając decyzję. Pewnej nocy jednak suto zakrapiany bankiet ułatwił mu przechylenie się na stronę Bizancjum. Pijany chan wydał na śmierć Iwajłę wraz z Kasimbejem (1280). Iwan Asen III również nic nie wskórał. Byłby i on nie uniknął losu swego przeciwnika, gdyby nie wstawiennictwo żony Nogaja Eufrozyny, która uprosiła życie dla szwagra. Powrócił do roli bizantyńskiego arystokraty, szczęśliwy, że uszedł z życiem.
Dalsze losy Marii i syna, którego urodziła Iwajle, pozostają nieznane.